# Flowers (álbum de Ace of Base)
Flowers é o terceiro álbum de estúdio da banda Ace of Base, lançado a 1 de setembro de 1998.
Foi lançado nos Estados Unidos sob o nome de Cruel Summer.

## Faixas[1]
1. "Life Is a Flower" - 3:47
2. "Always Have, Always Will" - 3:46
3. "Cruel Summer"	- 3:35
4. "Travel to Romantis" - 4:10
5. "Adventures in Paradise" - 3:32
6. "Dr. Sun" - 3:35
7. "Cecilia" - 3:55
8. "He Decides" - 3:09
9. "I Pray" - 3:18
10. "Tokyo Girl" - 3:36
11. "Don't Go Away" - 3:41
12. "Captain Nemo"	- 4:02
13. "Donnie" - 4:39
14. "Cruel Summer" [Big Bonus Mix] - 4:07